# エヴァ・プリマ・パンドラ
『エヴァ・プリマ・パンドラ』（仏: Eva Prima Pandora、英: Eva Prima Pandora）は、フォンテーヌブロー派の画家ジャン・クザン (父) が1550年ごろ、樫板上に油彩で描いた絵画である。画面上部左側にある飾り枠のなかに「Eva Prima Pandora」と記され、これが絵画の題名となっている。よく知られた裸婦像としては、フランス絵画で最も古い作品である。1992年にルーヴル美術館友の会 (Société des amis du Louvre) により購入されて以来、パリのルーヴル美術館に所蔵されている。

## 作品
絵画の女性は、遠くに都市が見える川の前の洞窟に古典的なニンフの姿で横たわっている。彼女は2つの面をあわせもっており、頭上の銘にあるようにエヴァであると同時にパンドラでもある。『聖書』の「創世記」(3章) に登場するエヴァは全人類の祖先となった女性で、知恵の木から禁断の果実をもぎ取ってアダムを誘惑し、「原罪」をもたらしたとされる。
一方、パンドラはギリシア神話において火の神ウルカヌスが創造した人類最初の女性で、プロメテウスの弟エピメテウスの妻となるよう人間界に送られる。彼女は好奇心から開けてはならないエピメテウスの壺を開けてしまい、壺の中から病気や戦争などあらゆる災いが地上に飛び出した。しかし、慌てて蓋をしたので、「希望」のみが壺の中に閉じ込められたとされる。
本作の女性がエヴァであると同時にパンドラであることは銘だけでなく、そのアトリビュート (人物を特定するもの) からも明らかである。彼女は、エヴァとしてリンゴの枝と頭蓋骨 (アダムのもの、人間の死の象徴) を持っている。また、パンドラとしての側面は壺によって表されている。腕に絡みつくヘビは、エヴァともパンドラとも関連する罪の象徴である。
ジャン・クザンは、このようにエヴァとパンドラを融合させて、1人の妖気ただよう美しく理想化された女性を描いている。背景の陰りの中から浮かび上がる白い裸身は誘惑的である。絵画は最近修復され、その美しい裸婦の姿はいっそう明らかとなった。